# Waiting (álbum)
Waiting es el álbum debut del grupo Thursday. El álbum fue producido por Sal Villanueva y lanzado por Eyeball Records en 1999.

## Lista de canciones
1. «Porcelain», 4:40
2. «This Side of Brightness», 3:35
3. «Ian Curtis», 3:47
4. «Introduction», 1:58
5. «Streaks in the Sky», 4:30
6. «In Transmission», 3:41
7. «Dying in New Brunswick», 4:06
8. «The Dotted Line», 4:19
9. «Where the Circle Ends», 3:11